# Какучая, Ольвар Варламович
Ольва́р Варла́мович Какуча́я (1931—2005) — советский и российский тележурналист, бывший главный редактор телепрограммы «Время», директор студии «Публицист» РГТРК «Останкино». Заслуженный работник культуры РСФСР (1991).

## Биография
Ольвар Какучая родился в 1931 году в Тифлисе (с 1936 г.Тбилиси) в семье генерала госбезопасности Варлама Какучая. В 1951 году закончил Московский государственный институт международных отношений (МГИМО). После окончания института работал корреспондентом, редактором в радиовещании на зарубежные страны (Иновещание), заведующим отделом Главной редакции пропаганды Всесоюзного радио Гостелерадио СССР.
C 1983 года — на Центральном телевидении, был заместителем главного редактора, затем главным редактором Главной редакции информации (программа «Время»). Будучи одним из руководителей информационного вещания Гостелерадио СССР, он в значительной степени способствовал профессиональному становлению таких известных тележурналистов, как Владимир Молчанов, Евгений Киселев, Татьяна Миткова, Олег Добродеев, Алексей Денисов, Владимир Кондратьев и многих других.
В конце 80-х, начале 90- годов был художественным руководителем программы Владимира Молчанова «До и после полуночи». При его непосредственном участии были созданы циклы телепередач «ТСН», «Прожектор перестройки», «Семь дней», «Диалог в прямом эфире», авторских программ Александра Солженицина и многие другие популярные телепрограммы компании РГТРК «Останкино». Являлся «генератором» многих идей по созданию и совершенствованию отечественного публицистического и информационного вещания.
Во время путча ГКЧП 20 августа 1991 года был временно отстранен от должности главного редактора программы «Время» за репортаж корреспондента Сергея Медведева о защите Дома Советов РСФСР. Позднее Указом Президента РФ Бориса Ельцина награждён медалью «Защитник свободной России» «за прорыв информационной блокады».
C 1992 года — директор студии «Публицист» РГТРК «Останкино», а затем главный редактор Творческого объединения «Эксперимент», созданного на базе молодёжной редакции «Останкино», член программно-административного Совета телекомпании РГТРК «Останкино».
В 1995—2002 гг. Ольвар Какучая был заместителем директора — главным редактором творческого объединения «Останкино», директором студии специальных проектов.
В марте 2003 года он был назначен советником генерального директора ГТРК «Культура».
Умер 1 февраля 2005 года в Москве.

## Семья
- Ольвар Какучая был женат,
  - дочь Нана Какучая — экономист-международник, редактор телеканала ТВ Центр,
    - внучка Екатерина Кузнеченкова — спортивный комментатор телеканала НТВ.

## Награды
Награды и премии:
- Премия Союза журналистов СССР[когда?]
- 1991 — Заслуженный работник культуры РСФСР
- 1993 — Медаль «Защитнику свободной России»[3][4]
- 2001 — Национальная премия «Телегранд» за значительный вклад в развитие информационного телевизионного вещания.